# Sitta oenochlamys
Sitta oenochlamys é uma espécie de ave passeriforme da família Sittidae que vive nas Filipinas.

## Distribuição e habitat

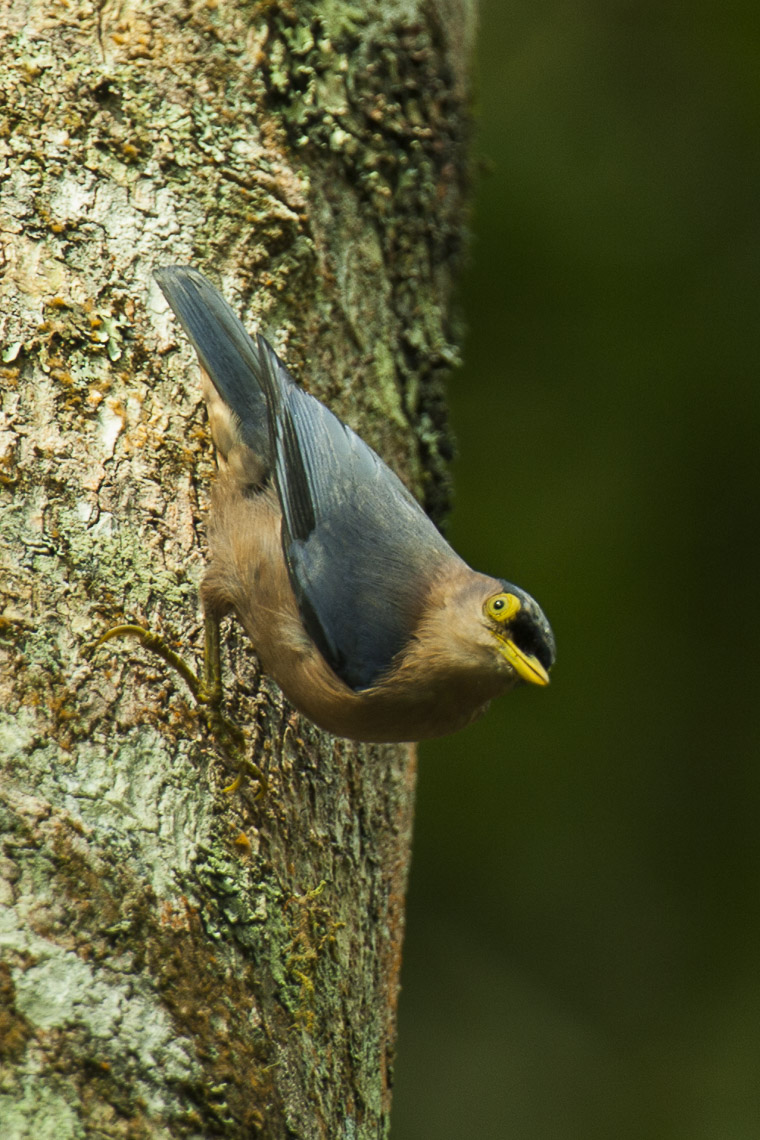
Pássaro empoleirado numa pôla.

Esta espécie é endémica das Filipinas.
O seu hábitat natural são os bosques húmidos de terras baixas tropicais ou subtropicais, e os bosques montanos húmidos tropicais ou subtropicais.

## Taxonomia
Segundo o  Congresso Ornitológico Internacional e Alan P. Peterson, existem seis subespécies:
- S. o. mesoleuca (Ogilvie-Grant, 1894), no noroeste de Luzon ;
- S. o. isarog Rand e Rabor, 1967, em Luzon, excepto no noroeste;
- S. o. lilacea (Whitehead, 1897), nas Filipinas centrais e orientais;
- S. o. apo (Hachisuka, 1930), em Mindanau, excepto na península de Zamboanga;
- S. o. zamboanga Rand e Rabor, 1957, na península de Zamboanga (Mindanau Ocidental), Basilan e leste de Bolod; e,
- S. o. oenochlamys (Sharpe, 1877), Centro-Oeste das Filipinas.